# Presidenti della Eerste Kamer
Il presidente della Eerste Kamer (in olandese Voorzitter van de Eerste Kamer) è il membro della Eerste Kamer (il Senato dei Paesi Bassi) chiamato a dirigerne i lavori; a presiedere anche il Comitato interno (Huishoudelijke Commissie), il Comitato dei membri anziani (College van Senioren) e le sessioni congiunte di entrambe le camere degli Stati generali, il cosiddetto Verenigde Vergadering.
Il presidente consiglia il re sulla formazione del gabinetto. Rappresenta la Camera anche all'estero, ad esempio nei contatti con i parlamenti stranieri.
Il Presidente è eletto dai membri della Eerste Kamer tra loro per tutta la durata del mandato della Camera. Di solito un membro del gruppo politico più numeroso diventa presidente. In pratica, tuttavia, ciò si discosta dal caso in cui quel partito detenga già la presidenza della Tweede Kamer. Il Presidente della Eerste Kamer ha due vicepresidenti permanenti, anch'essi eletti. Il presidente è coadiuvato nelle sue funzioni dal Cancelliere del Senato.
La carica è ricoperta da Jan Anthonie Bruijn del Partito Popolare per la Libertà e la Democrazia (VVD) dal 2 luglio 2019.

## Lista
Di seguito i presidenti succedutisi a partire dal 1815, data d'indipendenza dei Paesi Bassi.

### 1815–1880
| Immagine | Presidente (Nascita–Morte)                                 | Mandato     |
| -------- | ---------------------------------------------------------- | ----------- |
|          | Charles Thiennes de Lombise (1758–1839)                    | 1815–1818   |
|          | Willem Frederik Roëll (1767–1835)                          | 1818–1819   |
|          | Charles Thiennes de Lombise (1758–1839)                    | 1819–1820   |
|          | Willem Frederik Röell (1767–1835)                          | 1820–1821   |
|          | Charles Ignace Philippe de Thiennes de Lombise (1758–1839) | 1821–1822   |
|          | Willem Frederik Röell (1767–1835)                          | 1822–1823   |
|          | Charles Ignace Philippe de Thiennes de Lombise (1758–1839) | 1823–1824   |
|          | Willem Frederik Roëll (1767–1835)                          | 1824–1825   |
|          | Charles Ignace Philippe de Thiennes de Lombise (1758–1839) | 1825–1826   |
|          | Willem Frederik Roëll (1767–1835)                          | 1826–1827   |
|          | Charles Ignace Philippe de Thiennes de Lombise (1758–1839) | 1827–1828   |
|          | Willem Frederik Roëll (1767–1835)                          | 1828–1829   |
|          | Charles Ignace Philippe de Thiennes de Lombise (1758–1839) | 1829–1830   |
|          | Charles-Alexandre-Francois-Rasse de Gavre (1759–1832)      | 1830        |
|          | Willem Frederik Roëll (1767–1835)                          | 1833–1834   |
|          | Willem Frederik van Reede (1770–1838)                      | 1834–1838 † |
|          | Arnoldus van Gennep (1766–1846)                            | 1838–1845   |
|          | Hendrik Rudolph Trip (1779–1865)                           | 1845–1849   |
|          | Louis Gaspard Adrien van Limburg Stirum (1802–1884)        | 1849–1850   |
|          | Dominicus Blankenheym (1797–1872)                          | 1850–1851   |
|          | Jacob Constantijn Martens van Sevenhoven (1793–1861)       | 1851–1852   |
|          | Johan Anthonie Philipse (1800–1884)                        | 1852–1870   |
|          | Hendrick van Beeck Vollenhoven (1811–1871)                 | 1870–1871   |
|          | Eugène Jean Alexander van Bylandt (1807–1876)              | 1871–1874   |
|          | Jan Arend Godert de Vos van Steenwijk (1818–1905)          | 1874–1880   |

### 1880–1929
| Immagine        | Presidente (Nascita–Morte)                                         | Mandato          | Partito                                                                    |
| --------------- | ------------------------------------------------------------------ | ---------------- | -------------------------------------------------------------------------- |
|                 | Frans Julius Johan van Eysinga (1818–1901)                         | 1880–1888        | Liberale                                                                   |
|                 | Willem Anne Assueer Jacob Schimmelpenninck van der Oye (1834–1889) | 1888–1889        | Conservatore                                                               |
|                 | Albertus van Naamen van Eemnes (1828–1902)                         | 1889–1902 (døde) | Liberale                                                                   |
|                 | Jan Elias Nicolaas Schimmelpenninck van der Oye (1836–1914)        | 1902–1914        | PAR-Libero (fino al 1903)                                                  |
| CHP (1903–1908) | Jan Elias Nicolaas Schimmelpenninck van der Oye (1836–1914)        | 1902–1914        |                                                                            |
| CHR (dal 1908)  | Jan Elias Nicolaas Schimmelpenninck van der Oye (1836–1914)        | 1902–1914        |                                                                            |
|                 | Jan Joseph Godfried van Voorst tot Voorst (1846–1931)              | 1914–1929        | Unione Generale delle Associazioni Elettorali Cattoliche Romane (til 1926) |
| RKSP (fra 1926) | Jan Joseph Godfried van Voorst tot Voorst (1846–1931)              | 1914–1929        |                                                                            |

### 1929–
| Mandato   | Immagine                     | Presidente (Nascita–Morte)                       | Mandato                   | Partito |
| --------- | ---------------------------- | ------------------------------------------------ | ------------------------- | ------- |
| 1929–1932 |                              | Willem Lodewijk de Vos van Steenwijk (1859–1947) | 1929–1946                 | CHU     |
| 1932–1935 |                              | Willem Lodewijk de Vos van Steenwijk (1859–1947) | 1929–1946                 | CHU     |
| 1935–1937 |                              | Willem Lodewijk de Vos van Steenwijk (1859–1947) | 1929–1946                 | CHU     |
| 1937–1946 |                              | Willem Lodewijk de Vos van Steenwijk (1859–1947) | 1929–1946                 | CHU     |
| 1946–1948 |                              | Roelof Kranenburg (1880–1956)                    | 1946–1951 (dimissionario) | VDB     |
| 1948–1951 | PvdA                         | Roelof Kranenburg (1880–1956)                    | 1946–1951 (dimissionario) |         |
| 1951–1952 |                              | Jan Jonkman (1891–1976)                          | 1951–1966                 | PvdA    |
| 1952–1955 |                              | Jan Jonkman (1891–1976)                          | 1951–1966                 | PvdA    |
| 1956–1960 |                              | Jan Jonkman (1891–1976)                          | 1951–1966                 | PvdA    |
| 1960–1963 |                              | Jan Jonkman (1891–1976)                          | 1951–1966                 | PvdA    |
| 1963–1966 |                              | Jan Jonkman (1891–1976)                          | 1951–1966                 | PvdA    |
| 1966–1969 |                              | Jannis Pieter Mazure (1899–1990                  | 1966–1969                 | PvdA    |
| 1969–1971 |                              | Maarten de Niet Gerritzoon (1904–1978)           | 1969–1973 (dimissionario) | PvdA    |
| 1971–1974 |                              | Maarten de Niet Gerritzoon (1904–1978)           | 1969–1973 (dimissionario) | PvdA    |
|           | Theo Thurlings (1916–1997)   | 1973–1983                                        | KVP                       |         |
| 1974–1977 | Theo Thurlings (1916–1997)   | 1973–1983                                        | KVP                       |         |
| 1977–1980 | Theo Thurlings (1916–1997)   | 1973–1983                                        | KVP                       |         |
| 1980–1981 | Theo Thurlings (1916–1997)   | 1973–1983                                        | CDA                       |         |
| 1981–1983 | Theo Thurlings (1916–1997)   | 1973–1983                                        | CDA                       |         |
| 1983–1986 |                              | Piet Steenkamp (1925–2016)                       | 1983–1991                 | CDA     |
| 1986–1987 |                              | Piet Steenkamp (1925–2016)                       | 1983–1991                 | CDA     |
| 1987–1991 |                              | Piet Steenkamp (1925–2016)                       | 1983–1991                 | CDA     |
| 1991–1995 |                              | Herman Tjeenk Willink (1942–)                    | 1991–1997 (dimissionario) | PvdA    |
| 1995–1999 |                              | Herman Tjeenk Willink (1942–)                    | 1991–1997 (dimissionario) | PvdA    |
|           | Frits Korthals Altes (1931–) | 1997–2001 (dimissionario)                        | VVD                       |         |
| 1999–2003 | Frits Korthals Altes (1931–) | 1997–2001 (dimissionario)                        | VVD                       |         |
|           | Gerrit Braks (1933–2017)     | 2001–2003                                        | CDA                       |         |
| 2003–2007 |                              | Yvonne Timmerman-Buck (1956–)                    | 2003–2009 (dimissionaria) | CDA     |
| 2007–2011 |                              | Yvonne Timmerman-Buck (1956–)                    | 2003–2009 (dimissionaria) | CDA     |
|           | René van der Linden (1943–)  | 2009–2011                                        | CDA                       |         |
| 2011–2015 |                              | Fred de Graaf (1950–)                            | 2011–2013 (dimissionario) | VVD     |
| 2011–2015 |                              | Ankie Broekers-Knol (1946–)                      | 2013–2019                 | VVD     |
| 2015–2019 |                              | Ankie Broekers-Knol (1946–)                      | 2013–2019                 | VVD     |
| 2019–     |                              | Jan Anthonie Bruijn (1958–)                      | 2019–                     | VVD     |